# Alexander van Volden

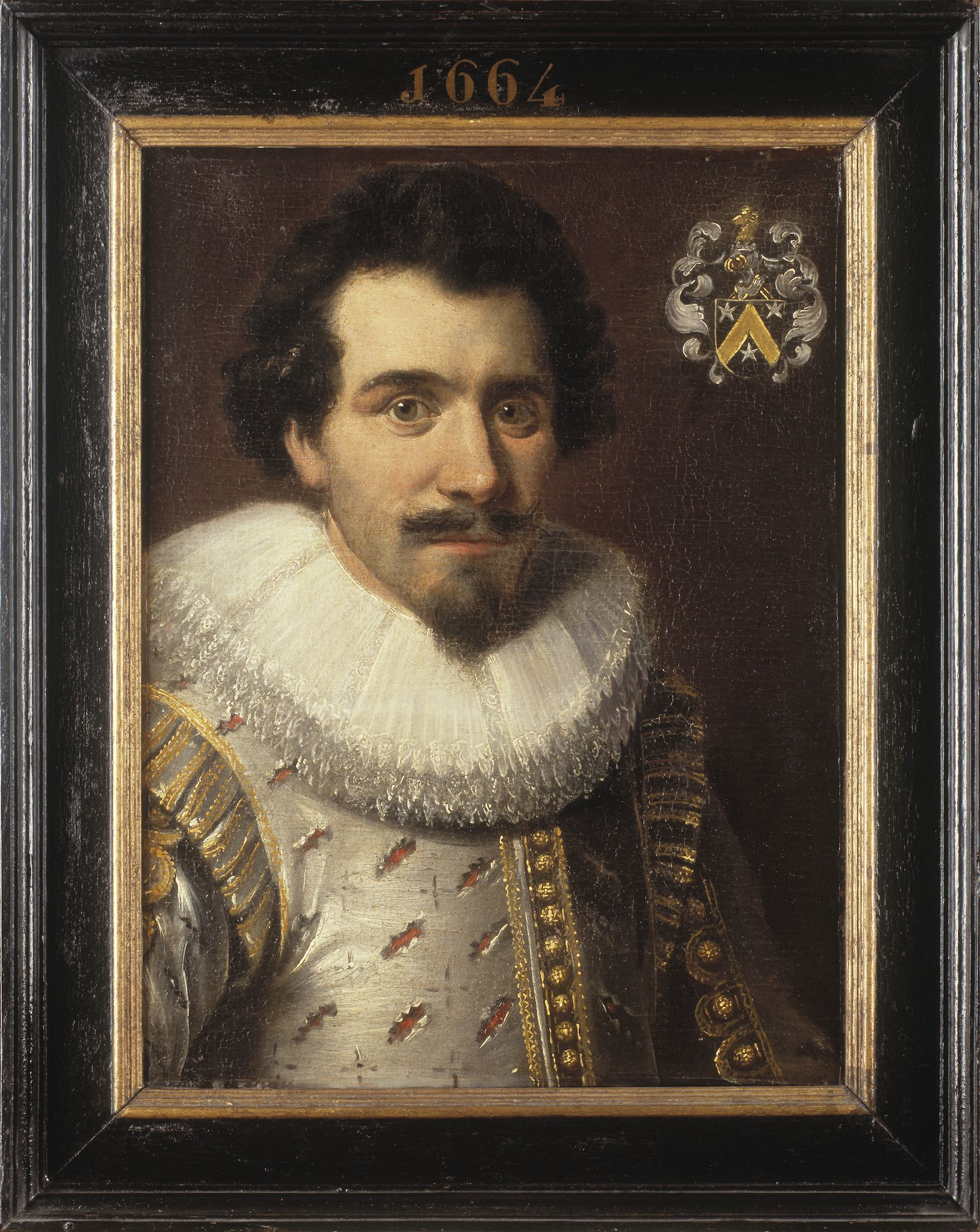
Alexander van Volden. Portret door Jacob van Oost II (Musea Brugge).

Alexander van Volden (Sint-Andries, 23 januari 1626  - Brugge, 3 augustus 1692), een telg uit de Brugse familie Van Volden begon aan een veelbelovende carrière, die echter door zijn huwelijksproblemen gedwarsboomd werd.

## Levensloop
Alexander van Volden was de tweede zoon in het talrijke gezin van Nicaise van Volden (†1658), die achtereenvolgens getrouwd was met Josiane Carlier (†1640) en met Jeanne Deegbroodt (†1660). Ontvanger van belastingen voor Vlaanderen in het kwartier van Brugge, belette dit niet dat hij de familiale handel in wijnen uit het Rijnland verder zette. Hij voegde er ook de invoer aan toe van wijnen uit Málaga en Portugal, evenals van wol uit Castilië en van specerijen uit Sevilla en Cadix. Ook exporteerde hij vuurwapens naar Mexico. De zonen van Nicaise waren:
- Nicaise van Volden (†1671), die trouwde met Marie-Anne Baltin (†1664), en griffier en pensionaris van de stad Brugge was.
- Alexander van Volden.
- Christophe van Volden (1631-1686), die trouwde met Marie-Thérèse Talbout en griffier was van de Civiele Griffie, lid (1666) en proost (1668) van de Edele Confrérie van het Heilig Bloed.
- Jean van Volden (1633-1684) was kanunnik van Sint-Donaas en penitencier van het kapittel.
- Philippe van Volden (†1695) trouwde in 1663 met Marie-Jeanne Strabant (1643-1722) en was raadpensionaris van Brugge.

De vier broers van Alexander speelden dus een eervolle rol in Brugge, in de lijn van wat men van telgen van deze voorname familie mocht verwachten.
Alexander werd voorbestemd om de familiale handel verder te zetten en werd door zijn vader rond 1650 naar Spanje gestuurd om er de handelsrelaties te leren kennen. Toen hij in 1653 naar Brugge terugkeerde was hij vergezeld van de vrouw met wie hij in Málaga was getrouwd. Het ging om Catharine-Antoinette de Orozuno y Arostique († Sevilla, 1694). In 1664 kreeg hij van de wapenheraut Pierre-Albert de Launay een attest dat zijn vrouw van adel was en uit een familie stamde die verwant was met de heilige Ignatius van Loyola. Catherina bracht een Spaanse meid of gezelschapsdame mee naar Brugge, genaamd Maria-Helena Manchuca.
Zodra weer in Brugge burgerde Alexander zich volledig in de Brugse samenleving in en werd na enkele jaren:
- Burgemeester van de raadsleden van Brugge (1660-61 en 1661-62).
- Schepen van Brugge (1662-63 en 1664-65).
- Voogd van het Sint-Juliaangasthuis (1664-1671). Deze functie bracht mee dat Jacob van Oost de Oude een portret van hem schilderde voor opname in de voogdenreeks. Het portret valt op als dat van een kleurrijke en modieuze hidalgo midden de portretten van gestreng in het zwart geklede voogden.
- Lid van de Edele Confrérie van het Heilig Bloed (1663)
- Lid van de Sint-Jorisgilde van kruisboogschutters (1661) en van de Sint-Sebastiaangilde van handboogschutters (1661).

## Een scheve schaats
Rond 1665 bleek, na een twaalftal jaren huwelijk, dat er geen kinderzegen te verwachten viel. Alexander ging een relatie aan met Maria-Helena Manchuca en in 1669 werd een buitenechtelijk kind geboren. De wettige echtgenote besloot daarop het echtelijk dak te verlaten en naar Spanje terug te keren. Het schandaal in Brugge was natuurlijk groot en om zich aan het oog van familie en bekenden te onttrekken ging het onwettige paar in Sint-Michiels wonen. Ze veroorzaakten ook daar schandaal door naar de kerk te gaan alsof er niets aan de hand was, maar tevens door zich in de taveernen aan drank te buiten te gaan. De kerkelijke rechtbank verzocht hem tot driemaal om zich te komen verantwoorden, maar hij gaf geen enkel gevolg. Hij werd dan ook in 1772 bij verstek veroordeeld wegens echtbreuk tot een boete van 200 guldens. Zijn bijzit moest zich gedurende drie maanden terugtrekken in een 'deugdhuis', waar ze elke vrijdag op water en brood moest leven. Het koppel trok er zich niets van aan en vertrok naar Gent. Hij werd dan ook in de ban van de kerk geslagen.
Om in hun onderhoud te voorzien, werd Alexander officier in het Spaanse leger en bleef waarschijnlijk in garnizoen in Gent. In 1683 slaagde hij erin de kerkelijke overheid te verschalken en kerkelijk in het huwelijk te treden met Manchuca. Er werd vermeld dat de ban werd opgeheven en zijn vroegere zonden hem vergeven werden. Het echtpaar kreeg nog vier kinderen, twee voor en twee na het huwelijk. Bij de laatste geboorte overleed Manchuco in het kinderbed. Na haar dood kwam Alexander naar Brugge terug en overleed er in 1692.

## Tussen twee vrouwen
Het in 1658 aangegane huwelijk Van Volden - Arostique liep dus op de klippen in 1669, bij de geboorte van het eerste kind uit de relatie Van Volden - Manchuco. De wettige echtgenote vertrok toen weer naar Spanje en wilde in ieder geval niet van een echtscheiding of van annulering weten. Ze deed nog heel wat inspanningen, ook na de dood van Alexander, onder meer via haar schoonbroer Christophe van Volden, om haar bruidsschat te recupereren, maar tevergeefs. In haar laatste levensjaren verbleef ze in Sevilla in het hospitaal van de gekruisigde Christus waar ze op 9 november 1694 overleed. Na haar dood ondernam de Moeder overste van het klooster dat het hospitaal beheerde, gesteund door admiraal Pedro Corbete, nog tot in 1697 pogingen om haar geld te recupereren. De vrouw had immers een testament gemaakt waarbij ze verschillende legaten deed aan goede werken, en dit kon pas gehonoreerd worden indien ze haar bruidsschat terugkreeg. Maar ook deze inspanningen bleven vergeefs.
Het is weinig waarschijnlijk dat Alexander de annulering van zijn eerste huwelijk kon bekomen. Toch slaagde hij er in om op 3 juni 1683 kerkelijk te trouwen in de Sint-Baafskathedraal. Zijn eerste vrouw beschuldigde er hem van de bisschop te hebben bedrogen. Mogelijk werd hier later op teruggekomen vanwege de kerkelijke of burgerlijke overheid. Feit is dat de eerder geringe erfenis van Alexander in principe zou toekomen aan de kinderen van zijn overleden broers. Die deden echter op 20 augustus 1692 uitdrukkelijk afstand ten voordele van zijn vijf kinderen. Ze werden, ondanks het wettige huwelijk van 1683, als natuurlijke kinderen vermeld. De hele toestand bleek en blijft dus nogal verwarrend.

## De kinderen
De vijf kinderen van Alexander van Volden hebben de moeilijke leefomstandigheden ondergaan die het lot waren van de meeste natuurlijke kinderen. Ze zijn grotendeels in de anonimiteit verdwenen, maar enkele gegevens zijn toch over hen bekend.
- Alexander van Volden (°1669) verdween weldra en er werd niets meer over hem gehoord. Wellicht is hij vroeg overleden.
- Thomas-Ferdinand van Volden (°1680), ten doopsel aangeboden in de Gentse Sint-Salvatorkerk, als wettelijk kind. Hij werd, samen met zijn twee jongere broers op kostschool geplaatst in Brugge bij de schoolmeester Arnout Criel. In 1696 begon hij aan een opleiding tot chirurgijn bij de chirurgijn Antonius de Medrano.
- François-Antoine van Volden (°1682) begon eveneens aan een opleiding bij chirurgijn de Medrano. In 1699 werd hij voor twee jaar in dienst genomen door chirurgijn Michel Pauwels. Maar die liet aan de voogden weten dat hij na veertien dagen gevlucht was. In 1700 was hij in Oostende, klaar om in te schepen voor Cadix, samen met de jezuïet Georges Wterwick, op een schip onder het bevel van de befaamde kaperkapitein Michel Mansfelt. Van daar trok hij naar Madrid, met de aanbeveling van een andere jezuïet, pater Coemans. In 1733 was hij weer in Brussel. Hij was toen eenenvijftig en trouwde met Catherine van Schalwynen (Scaloigne?).
- Jean-Baptiste van Volden (1684-1757?) was achttien toen hij naar Spanje trok, met een begeleidingsbrief vanwege die zelfde jezuïet Coemans, die hem beschreef als een welstellende edelman, goede katholiek en van goed gedrag. Hij meldde zich aan bij het Spaanse leger en in 1702 was hij als Don Juan van Volden y Machuca, kadet in de Spaanse Nederlanden, in het regiment van Don Pedro de Torrequemada. Hij liet zich gunstig opmerken tijdens de Slag bij Ekeren in 1703 maar werd in april 1706 met onbepaald verlof gestuurd. Hij trok toen naar Frankrijk om er zijn diensten aan te bieden. In juli 1709 werd hij luitenant in het regiment van markies de Survill, commandant van de stad en de citadel van Doornik. Een maand later viel Doornik in de handen van de troepen van Marlborough en van Volden verliet het leger. Met een Britse vrijgeleide kon hij naar Brugge reizen. Begin 1710 was hij vrijwilliger in een Deens-Noors regiment, waar hij bij bleef tot in 1712. In 1716 werd hij kapitein bij de burgerwacht van Brugge.
- Maria van Volden (°1685). Bij de geboorte in juni 1685 overleed de moeder in het kinderbed. Maria werd toevertrouwd aan de zorgen van een heer Ennon in Brussel.

## Het raadsel van het wapen
Op het door Van Oost uitgevoerde portret van Alexander van Volden staat een wapen dat aan de volgende beschrijving beantwoordt: In sabel, een keper van goud vergezeld van drie vijfpuntige sterren van zilver. Dekkleden van sabel en van zilver. Helmteken: een uitkomende kop en hals van een paard van zilver.
Dit is verschillend van het wapen van de familie Van Volden dat aan de volgende beschrijving beantwoordt: Doorsneden van sabel en van zilver, het eerste beladen met drie schuingeplaatste vissen van goud. Het schild getopt met een helm van zilver, getralied, gehalsband en omboord van goud, gevoerd en gehecht van keel, met wrong en dekkleden van goud en van sabel. Helmteken: een scherm waarop het wapen van het schild omzoomd met pauwenveren.
Dit wapenschild komt voor op het portret van zijn grootvader Herman van Volden, voogd van het Sint-Janshospitaal vanaf 14 maart 1618 († 29 augustus 1633). Hetzelfde wapen was nog steeds dat van de Van Voldens in de negentiende eeuw.
Voor dit verschil is vooralsnog geen verklaring gevonden.

## Voetnoot
1. ↑   zie: 800 Jaar Sint-Janshospitaal, catalogus, Deel 2, Brugge, 1977, blz. 522-533 - Wapenboek van de Belgische adel, Brussel, 1992, rubriek Van Volden